# Monreale (subregió)
Monreale és una regió històrica de Sardenya sud-occidental dins la província del Medio Campidano, que limita amb les subregions sardes de Campidano di Oristano, Marmilla i Campidano di Cagliari. Antigament formà part del Jutjat d'Arborea del qual ocupava la curatoria de Bonorzuli.